# Livet-et-Gavet
Livet-et-Gavet là một xã thuộc tỉnh Isère trong vùng Rhône-Alpes đông nam nước Pháp. Xã này nằm ở khu vực có độ cao từ 366-2763 mét trên mực nước biển. Theo điều tra dân số năm 1999 của INSEE có dân số là 1365 người.

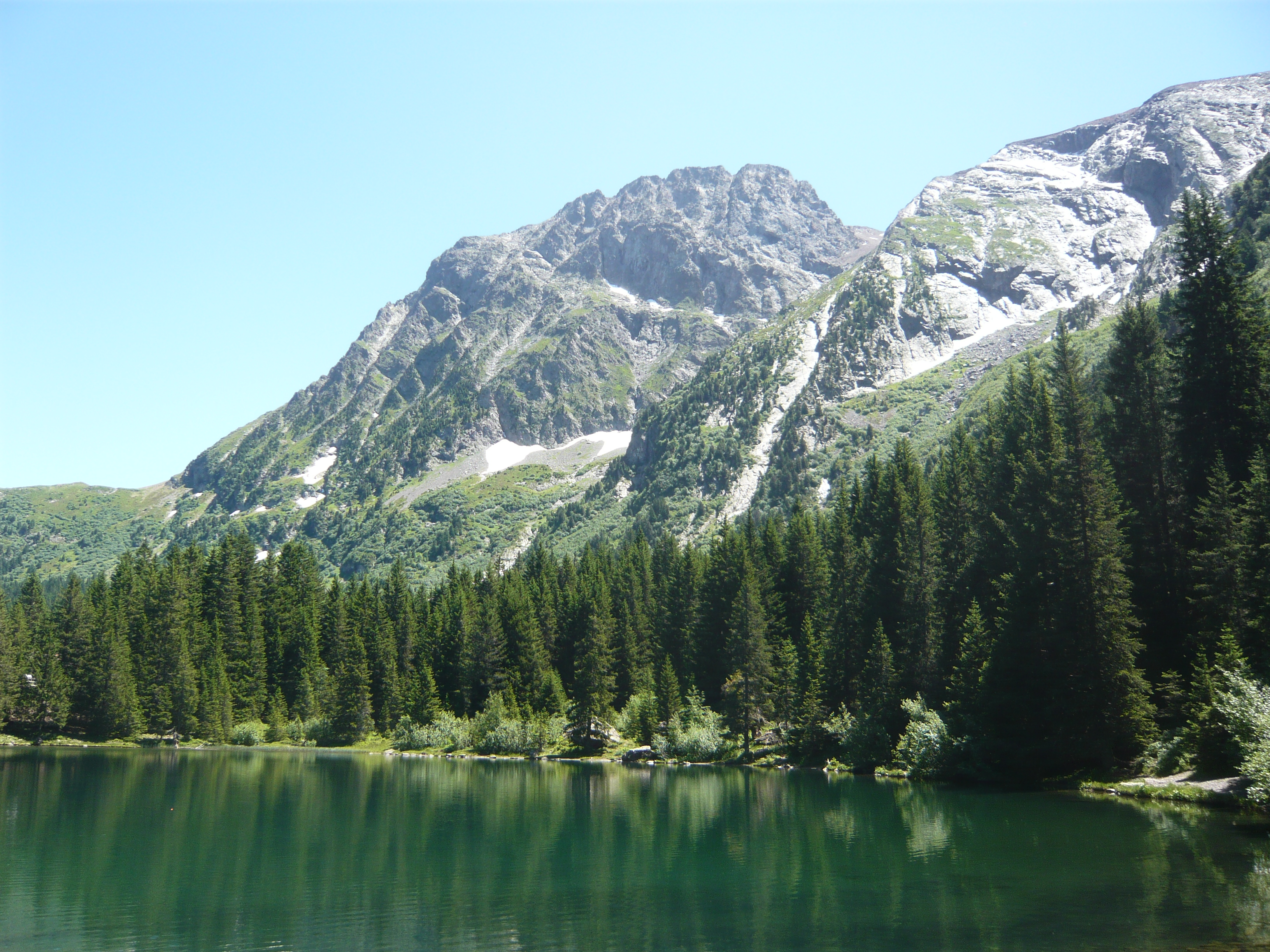
Livet-et-Gavet

Diện tích là 46,5 kilômét vuông